# スプリングフィールドM1873
スプリングフィールドM1873 トラップドア（英:U.S.Springfield Model 1873 Trapdoor）は、アメリカ陸軍に採用された、最初の標準装備となった後装式ライフルである。
歩兵銃型と騎兵銃（カービン）型のヴァリエーションがあった。歩兵銃とカービンの両方ともに、ブラックヒルズ戦争とインディアンに対するその後の戦いで広く使用され、一部は米西戦争と米比戦争でも使用された。

## 概要
モデル1873はオーリンの「トラップドア」デザインの5番目のヴァリエーションであり、蝶番が付いたブリーチブロック(尾栓、閉鎖器のこと。跳ね上げ扉(trapdoor)のように開いた)にちなんで命名された。
本銃は単発式なので、銃本体右側面のサイドハンマー(撃鉄)を起こし、ブリーチブロック右横のレバーを持ち上げロックを解除して、そのままブリーチブロックを上方に開いて、手で一発ずつカートリッジ(実包)を薬室に込めた。ブリーチブロックを閉じ、トリガー(引き金)を引くと、ハンマーが倒れ、ブリーチブロックの後端右側にあるファイアリング・ピン(撃針)の末端を叩くと、ブリーチブロック内のファイアリング・ピンが前方に突き出て、カートリッジ後面のプライマー(雷管)を撃発し発砲した。その後、同じ手順でブリーチブロックを開くと、ブリーチブロックと連動したエキストラクター(抽筒子)によって使用済み薬莢が自動的に薬室から抽出され、はじかれる様に銃本体の外に排出される仕組みだった。
歩兵銃型は銃身長829mmの銃身を特徴としたが、カービン型は560mmの銃身を用いた。カービン型は前床が銃身の途中までしかなかった。

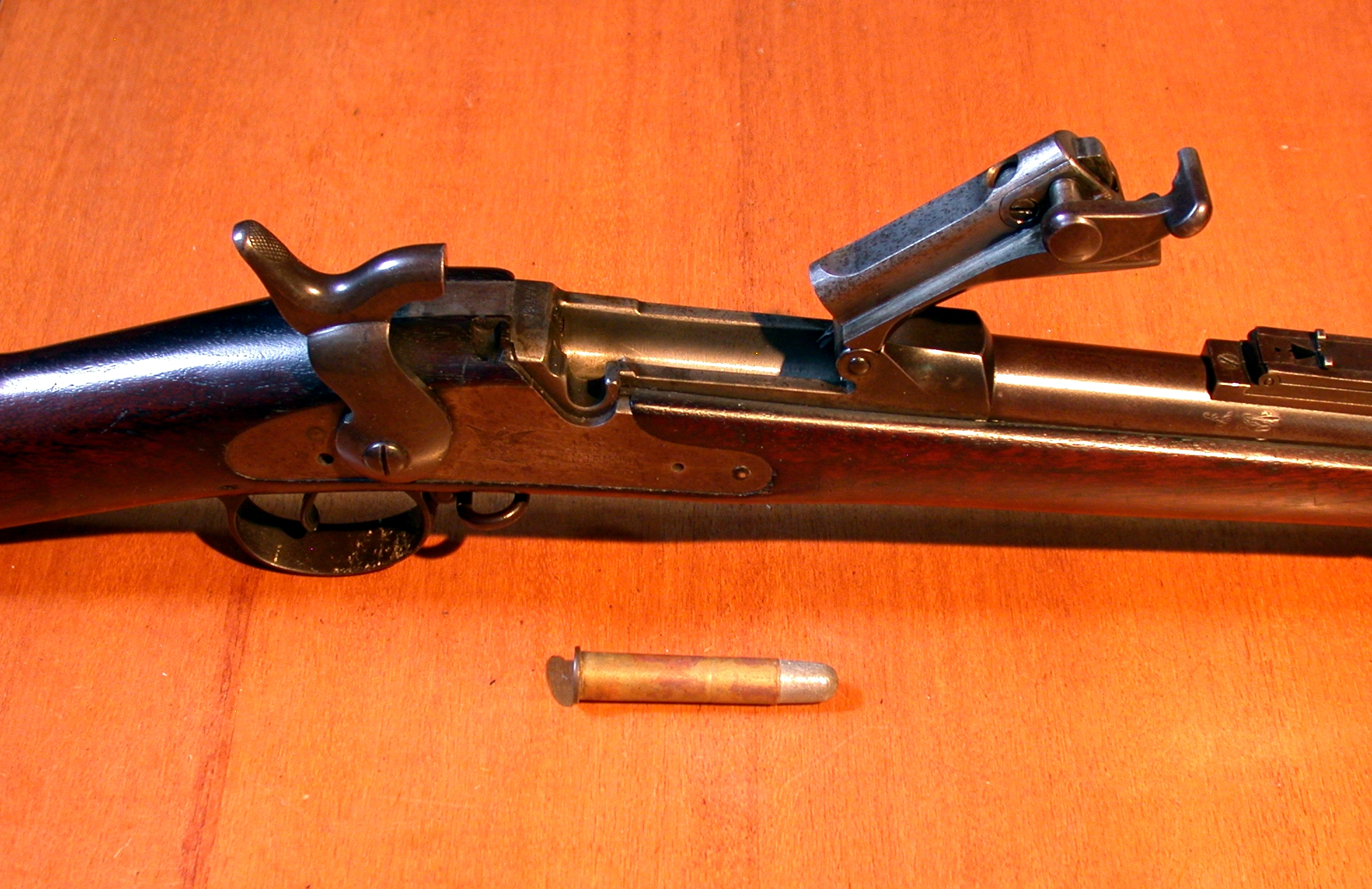
M1888のブリーチブロック オープン

本銃のカートリッジは「.45-70-405」と名づけられた。それは、.45口径、70グレイン(4.5g)の黒色火薬によって推進される、405グレイン(26.2g)の弾丸重量を示していた。それは、毎秒1,350フィート(410m/秒)の砲口初速だった。その時代の交戦戦術の為にそれを強力で効果的な装填量にしていた。
騎乗した騎兵が使用するカービンの反動を軽減する為に、装薬量を55グレイン(3.6g)に減装し、威力を低減した「.45-55-405」カートリッジが製造された。それに対応して、このカービン用カートリッジは、毎秒1,100フィート(340m/s)の減少した砲口初速と、いくらか減少した有効射程だった。
本銃は元々、銅製カートリッジとともに支給されて、1800年代後半にアメリカ西部で使用されたが、兵士達はすぐに、銅が発砲の際に薬室で過度に膨張することに気がついた。これは、使用済み薬莢の抽出を妨げることで、薬室を時々詰まらせた。ジャム(弾詰まり)が起こった場合、ナイフか同様の道具による手作業で詰まった薬莢を取り除く必要があった。
カービン型には薬室に張り付いた薬莢を取り除く為の槊杖が付属しておらず、ひとたびジャムが発生すれば、兵士は銃を棍棒として戦わざるを得なくなった。
1876年6月25日のリトルビッグホーンの戦いでの、ジョージ・アームストロング・カスター中佐の大隊(カービンと.45-55弾薬で武装していた)の全滅の後で、調査は、彼らのカービンのジャムが要因かもしれないと公表した。
次にカートリッジは、銅ほどには膨張しない材料である真鍮製薬莢で再設計された。これは重要な改良であることがわかり、真鍮はアメリカの軍用カートリッジにおいて、その時から現在まで使用される基本材料になった。
リトルビッグホーンの惨劇の後で、部隊は1週間に2回、射的練習を行うことを命ぜられた。彼らの一部は、陸軍に新たに設けられた射撃技量賞に勝ち始めるほどに上達した。

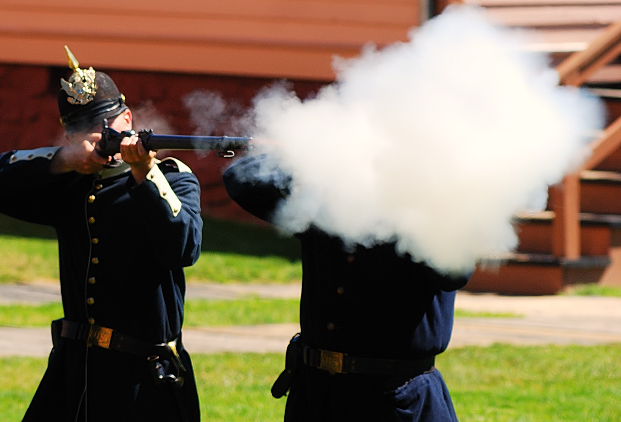
フォート・マキナックにてスプリングフィールドM1873を射撃する再現役者（2008年）。
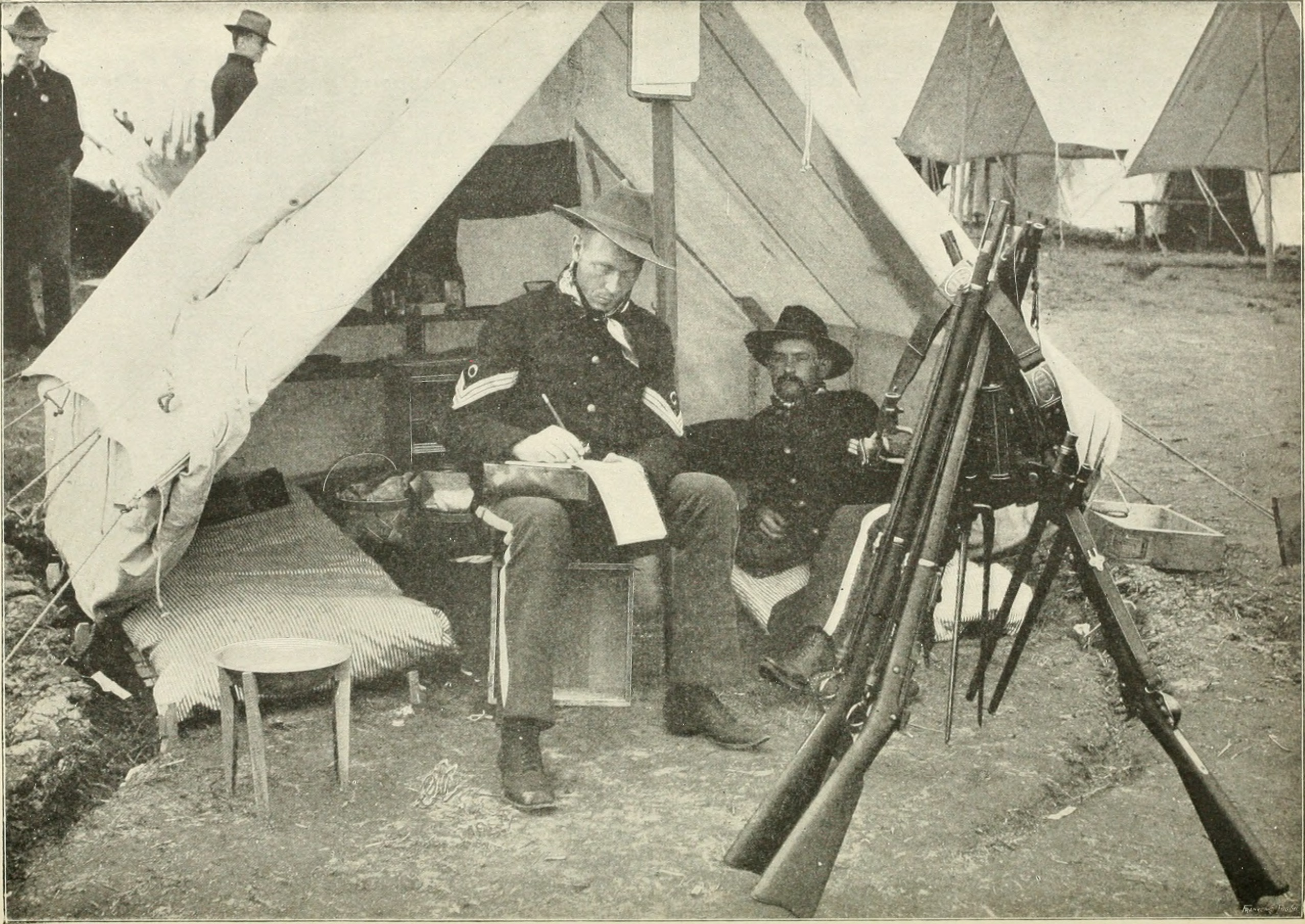
米西キューバ戦争で運用されるM1873（1898年）
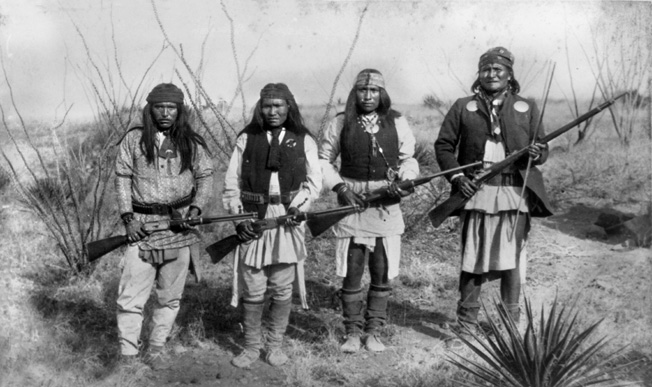
彼の仲間のアパッチ族の戦士達と並ぶ、スプリングフィールドM1873を構えるジェロニモ（向かって右）（1886年）。